# 미인화
미인화(美人畫)는 미인을 주제로 그린 그림을 말한다.

## 동양의 미인화

### 한국

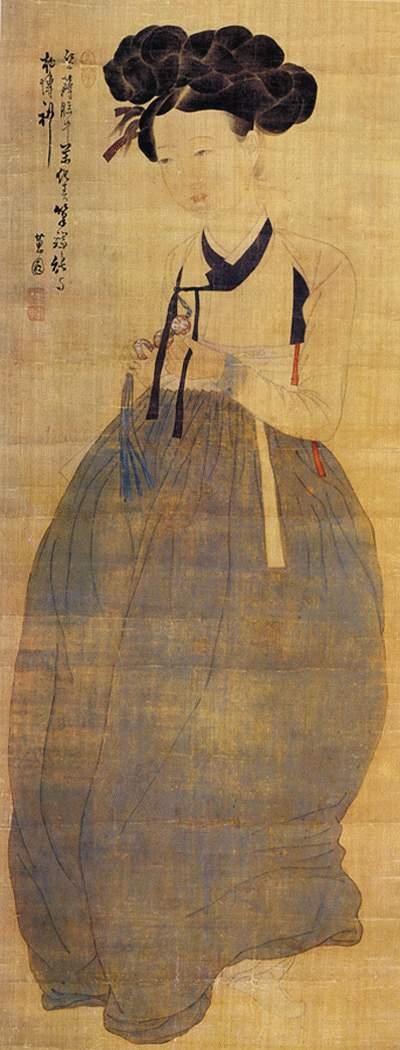
신윤복의 미인도

### 일본
일본에선 비진가(びじんが)라고 한다.

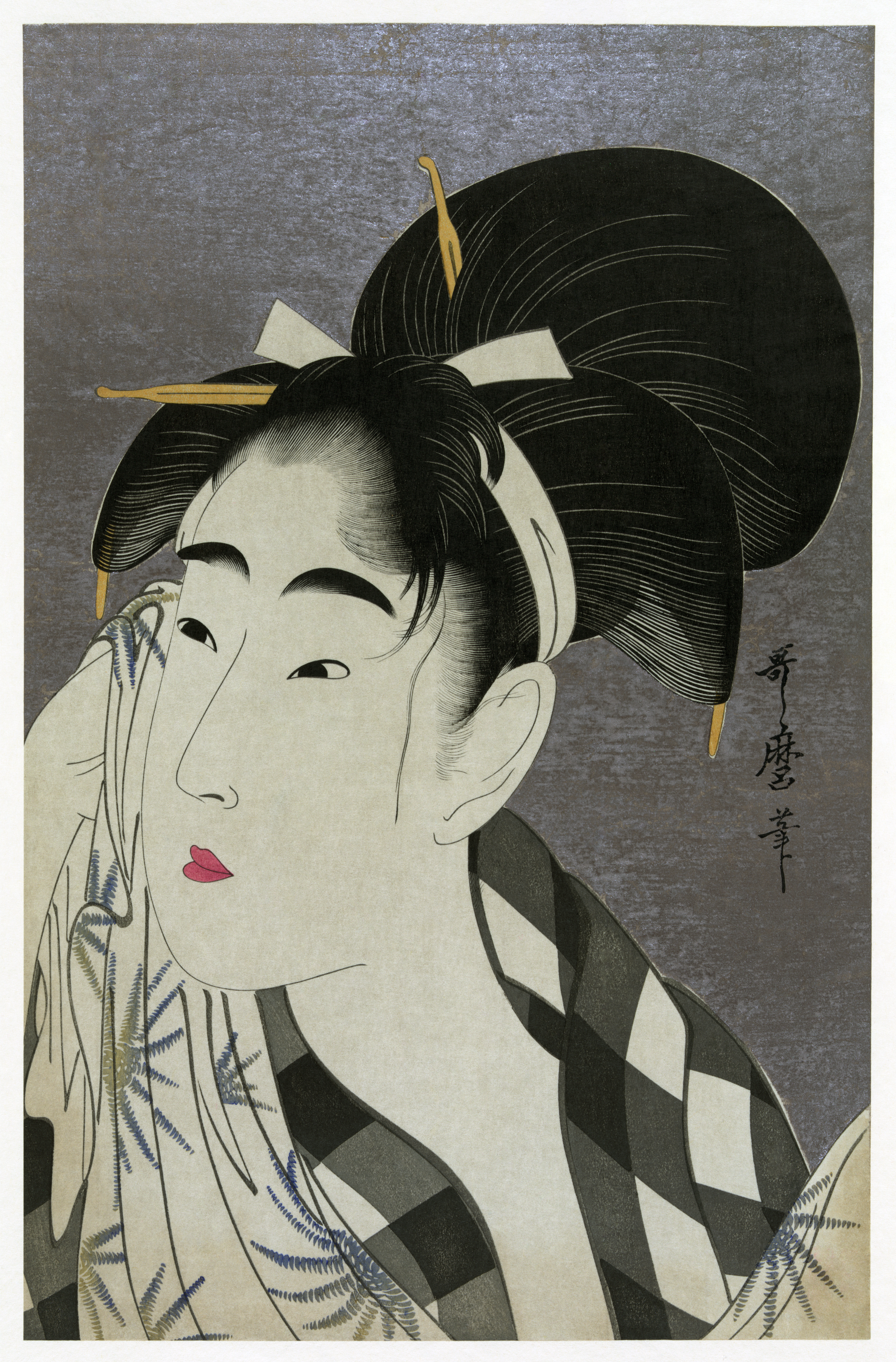
기타가와 우타마로의 미인화
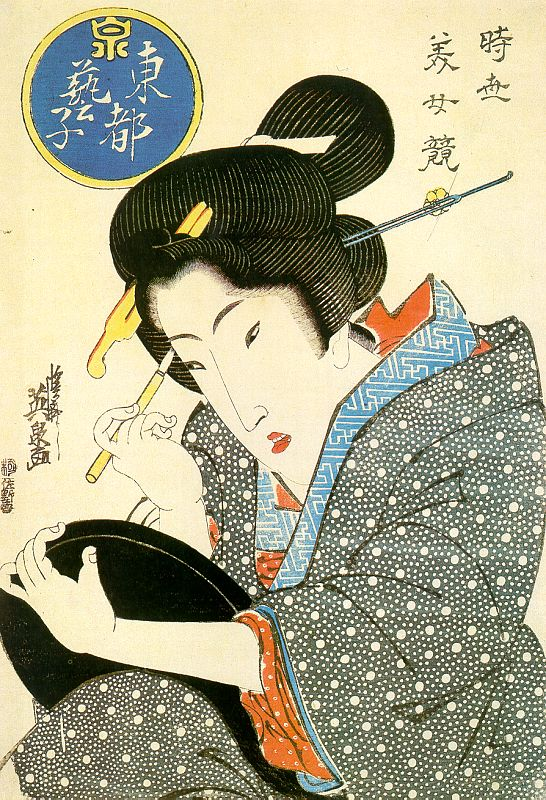
케이사이 아이센의 미인화

## 서양의 미인화

레오나르도 다 빈치의 〈모나리자〉